# Kadakaamáni Szent Ignác-misszió
A Kadakaamáni Szent Ignác-misszió egy 18. századi, spanyol alapítású jezsuita misszió a mexikói Déli-Alsó-Kalifornia államban, San Ignacio településen. A Kadakaamán a hely kocsimi indián neve, jelentése „nádas patak”.

## Története
A missziót, először még csak ideiglenes jelleggel, 1716. november 13-án alapította Francisco María Píccolo atya, majd véglegesen 1728 januárjában Juan Bautista Luyando. Ő négy évig maradt a misszióban, majd Sebastián Sistiaga, utána pedig a varasdi születésű, próbaidejét korábban a magyarországi Trencsénben töltő, majd Budán tanító Ferdinand Konščak (spanyolosan Fernando Consag) követte. Ő volt az, aki elkezdte a jelenlegi épület felépíttetését, igaz, a munkálatok csak 1786-ban, Juan Crisóstomo Gómez idején készültek el teljesen.

## Leírás
A templom a Kaliforniai-félsziget közepén található a San Ignacio nevű kis település nyugati szélén. Közigazgatásilag Déli-Alsó-Kalifornia állam Mulegé községéhez tartozik. Környezete egy kis pálmafás oázis a sivatagos területen, köszönhetően egy pataknak, amely északkeletről délnyugatra folyik el itt, majd néhány kilométer múlva elenyészik a sivatagban. Kertjében ma is füge, szőlő, citrusok, mangó és a környék jellegzetes gyümölcse, a datolya terem.
A homlokzatát alkotó kőelemek vastagsága meghaladja az 1 métert is, ennek köszönhetően az épület több évszázadon át jó állapotban fennmaradt. Belsejében figyelmet érdemel a fából faragott, aranyréteggel bevont oltár, valamint a falakat díszítő hét olajfestmény.

## Képek

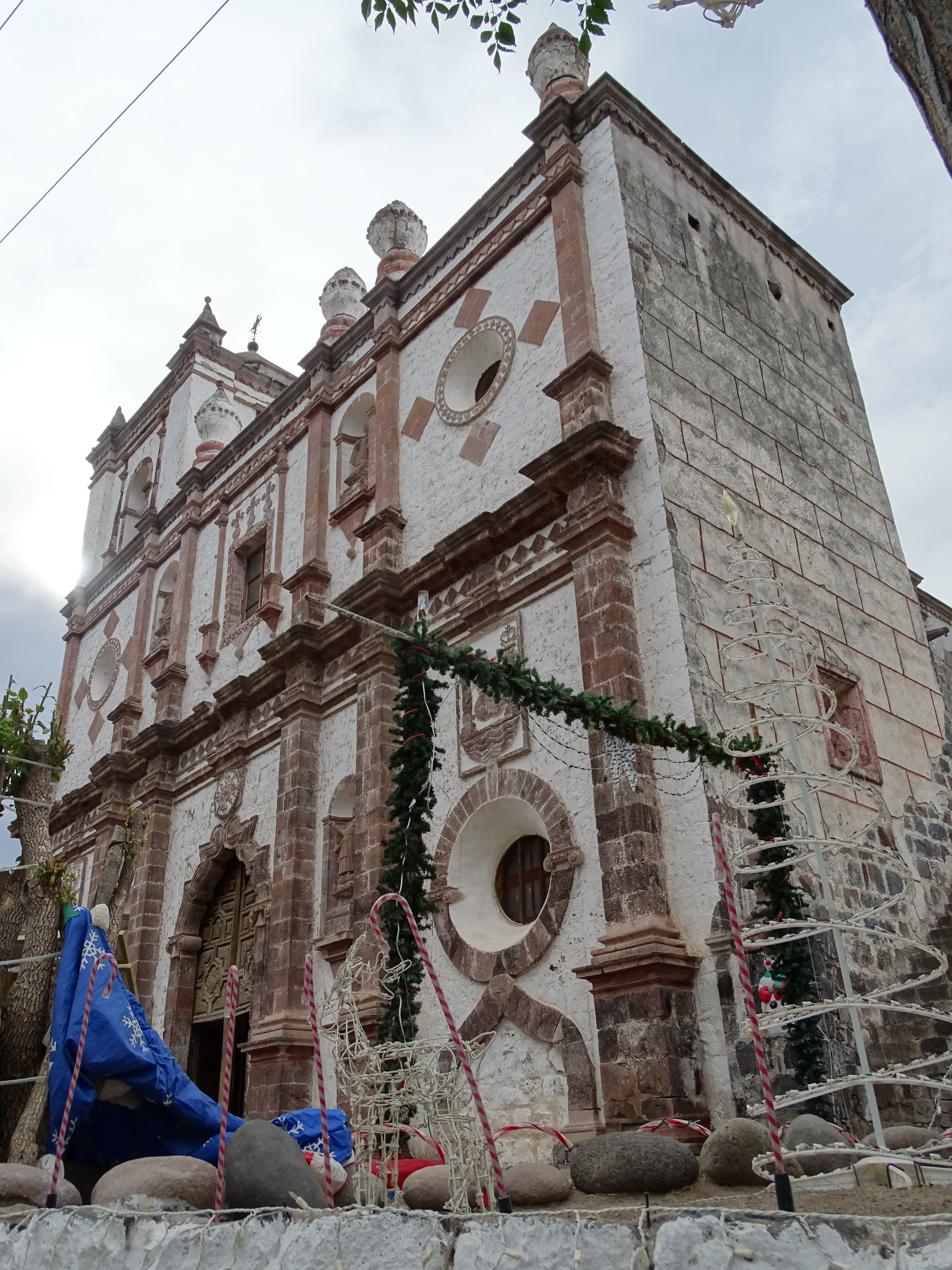
Az épület egyik sarka
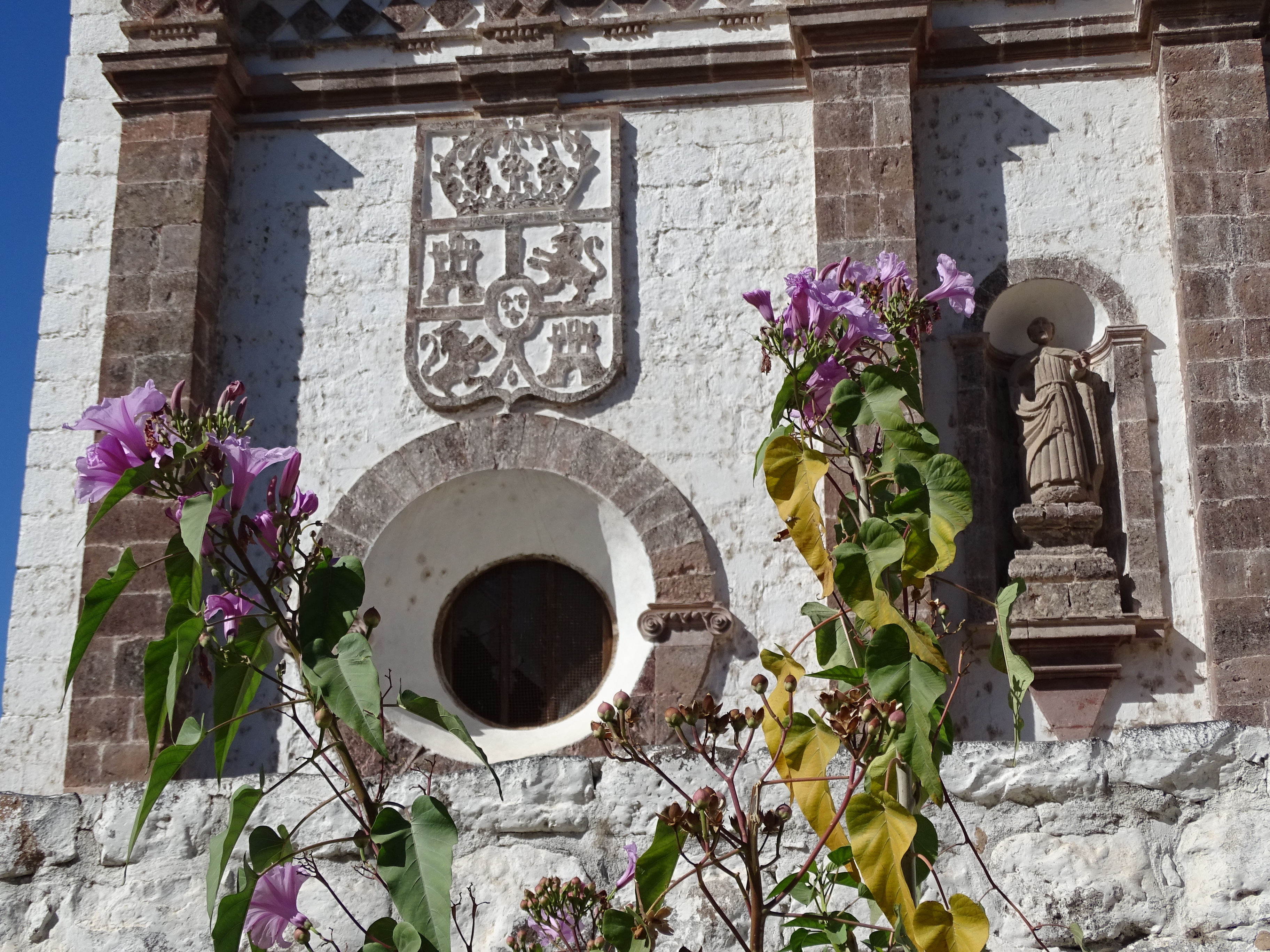
Részlet a homlokzati díszekből
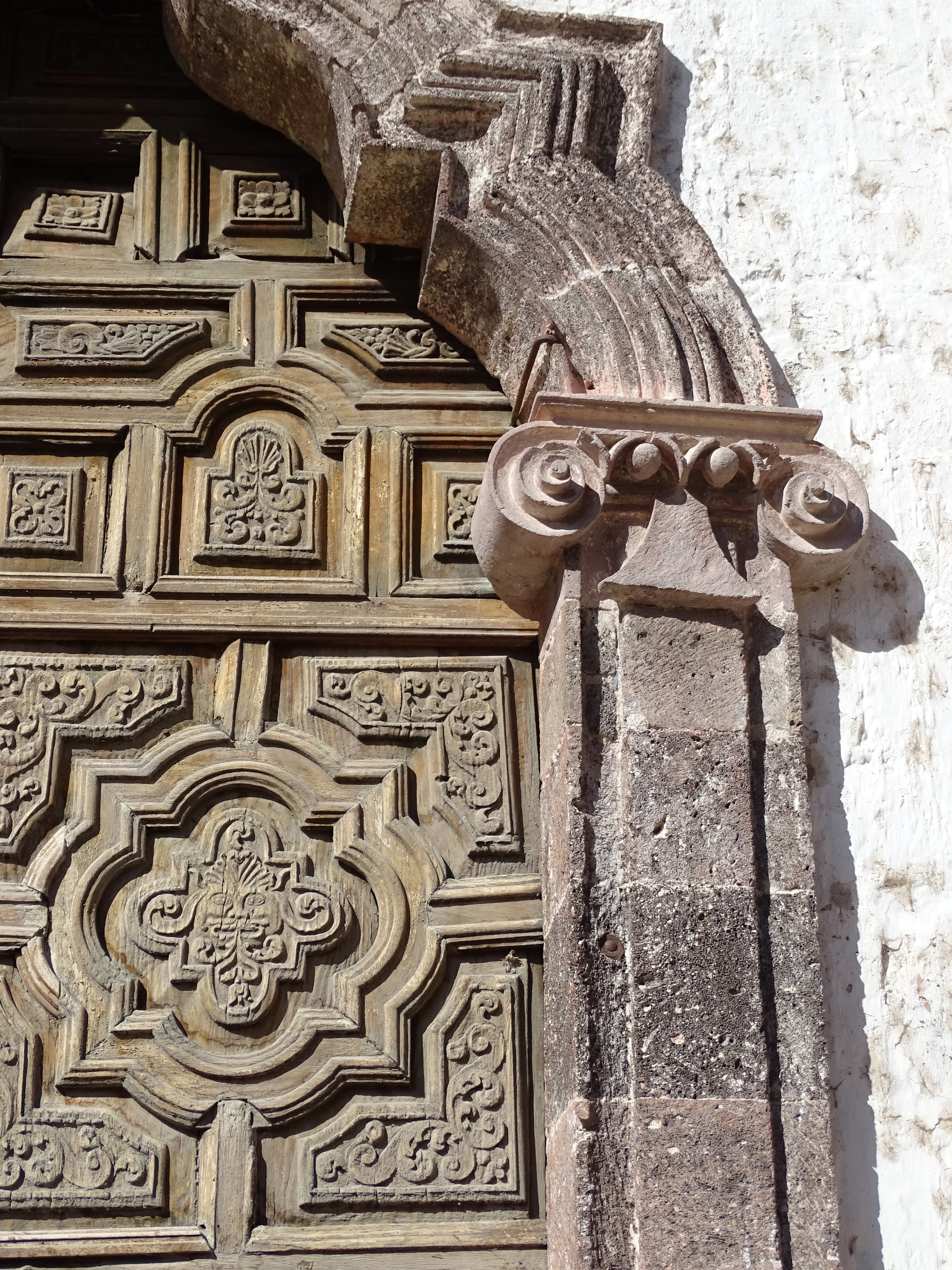
A bejárat részlete
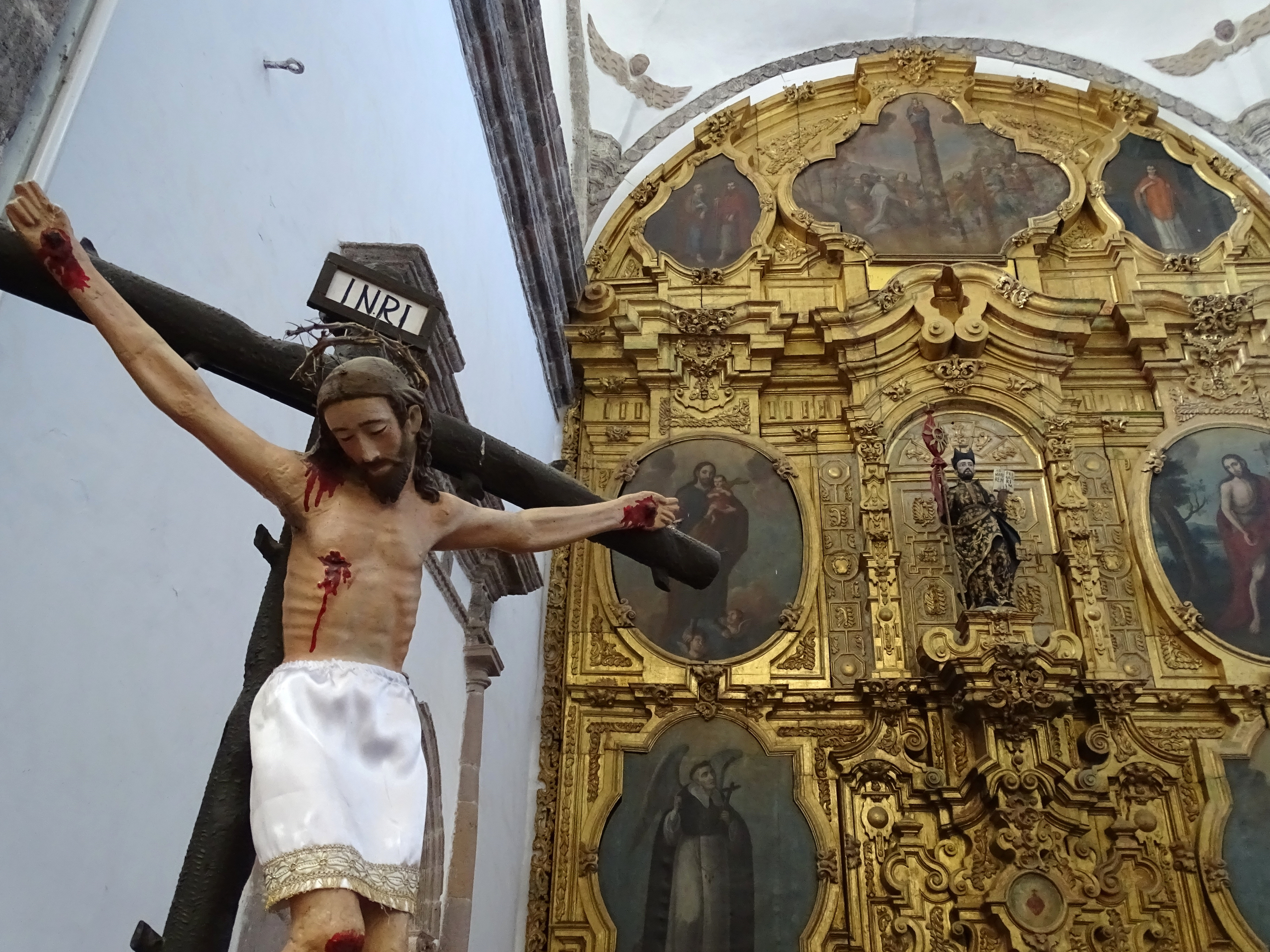
Belső kép